# Benjamin Whitrow
Benjamin Whitrow (Oxford, 1937. február 17. – 2017. szeptember 28.) angol színész.

## Élete és pályafutása
Benjamin John Whitrow az angliai Oxfordban született. Édesanyja Mary Alexandra (Flaunders), édesapja pedig Philip Whitrow, aki az oxfordi St Edward's School tanára volt. Benjamin a Royal Academy of Dramatic Art tanulója volt, ahol 1959-ben színészi diplomát szerzett. 1956-tól 1958-ig a Brit Hadseregben szolgált. 1981-től a Royal Shakespeare Company tagja. Ő alakította Russel szerepét az After Henry nevezetű angol sitcomban.
1989-ben megjelent a A Bit of Fry and Laurie nevezetű sorozatban, méghozzá egy dühös néző szerepében.
1990 és 1992 között a The New Statesman egyik szereplője, amiben Paddy O'Rourke miniszter szerepébe bújt.
Benjamin alakította Mr Bennet szerepét a Büszkeség és balítélet nevű angol sorozatban, amiért nevezték a BAFTA legjobb színészének járó díjára.

## Filmjei

### Mozifilmek
- Sztriptízbár a Sohóban (The Small World of Sammy Lee) (1963)
- Quadrophenia (1979)
- Hazug angyal (Brimstone & Treacle) (1982)
- A Shocking Accident (1982, rövidfilm)
- Óraműpontossággal (Clockwise) (1986)
- Personal Services (1987)
- Sólymok (Hawks) (1988)
- On the Black Hill (1988)
- Végzet (Damage) (1992)
- Chaplin (1992)
- Változások kora (Restoration) (1995)
- Az angyal (The Saint) (1997)
- Az igazi tündérmese (FairyTale: A True Story) (1997)
- A szökevény menyasszony (Jilting Joe) (1998)
- Csibefutam (Chicken Run) (2000, hang)
- Szex és szerelem (Scenes of a Sexual Nature) (2006)
- Bomber (2009)
- Last Light (2009, rövidfilm)
- A Cake for Mabel (2013, rövidfilm)

### Tv-filmek
- The Merchant of Venice (1973)
- The Brontës of Haworth (1973)
- The Pallisers (1974)
- Fathers and Families (1977)
- Afternoon Off (1979)
- One Fine Day (1979)
- Suez 1956 (1979)
- Troilus & Cressida (1981)
- Harry's Game (1982)
- Shackleton (1983)
- Bingo! (1983)
- The Starlight Ballroom (1983)
- Sharma and Beyond (1984)
- Hay Fever (1984)
- Coming Through (1985)
- Natural Causes (1988)
- Egy ember az örökkévalóságnak (A Man for All Seasons) (1988) - Thomas Cromwell
- Büszkeség és balítélet (Pride and Prejudice) (1995)
- The Merchant of Venice (1996)
- Embassy (1997)
- Tom Jones, egy talált gyermek históriája (The History of Tom Jones, a Foundling) (1997)
- The Blonde Bombshell (1999)
- Pevsner Revisited (2001, dokumentumfilm)
- VIII. Henrik (Henry VIII) (2003)
- Wren: The Man Who Built Britain (2004, dokumentumfilm)
- Island at War (2004)
- A királynő nővére (The Queen's Sister) (2005)
- Wolf Hall (2015)

### Tv-sorozatok
- ITV Play of the Week (1963, egy epizódban)
- Emergency-Ward 10 (1963, 1967, két epizódban)
- Detective (1964, egy epizódban)
- Crossroads (1964)
- Londoners (1965, egy epizódban)
- The Power Game (1966, egy epizódban)
- Theatre 625 (1966, egy epizódban)
- Dr. Finlay's Casebook (1967, egy epizódban)
- The Aweful Mr. Goodall (1974, egy epizódban)
- Microbes and Men (1974, egy epizódban)
- Play for Today (1975–1981, öt epizódban)
- BBC Play of the Month (1975, 1982, két epizódban)
- Clayhanger (1976, három epizódban)
- The Squirrels (1977, egy epizódban)
- Yes, Honestly (1977, egy epizódban)
- BBC2 Play of the Week (1977, egy epizódban)
- Wings (1978, egy epizódban)
- Armchair Thriller (1978, hat epizódban)
- The Sweeney (1978, négy epizódban)
- Danger UXB (1979, egy epizódban)
- A Moment in Time (1979, négy epizódban)
- Bognor (1981, hat epizódban)
- Nanny (1981–1982, három epizódban)
- BBC2 Playhouse (1982, egy epizódban)
- Meghökkentő mesék (Tales of the Unexpected) (1982, egy epizódban)
- All for Love (1982, egy epizódban)
- Partners in Crime (1983, egy epizódban)
- Danger: Marmalade at Work (1984, egy epizódban)
- Summer Season (1985, egy epizódban)
- Minder (1985, egy epizódban)
- Dempsey és Makepeace (Dempsey and Makepeace) (1985, egy epizódban)
- Bergerac (1985, egy epizódban)
- Muzzy in Gondoland (1986, hang, hat epizódban)
- Victoria Wood: As Seen on TV (1986, egy epizódban)
- Screen Two (1986, 1988, két epizódban)
- Screenplay (1986, 1989, három epizódban)
- Theatre Night (1987, egy epizódban)
- Ffizz (1987–1989, 12 epizódban)
- Tickets for the Titanic (1988, egy epizódban)
- Muzzy Comes Back (1989, hang) (TV Series)
- Egy kis Fry és Laurie (A Bit of Fry and Laurie) (1989, egy epizódban)
- Chillers (1990, egy epizódban)
- Chancer (1990, 13 epizódban)
- Boon (1990, egy epizódban)
- Perfect Scoundrels (1991, egy epizódban)
- Rumpole of the Bailey (1991, egy epizódban)
- The New Statesman (1991–1992, három epizódban)
- Baleseti sebészet (Casualty) (1991, 2013, két epizódban)
- Brookside (1992, egy epizódban)
- Peak Practice (1993, egy epizódban)
- Men of the World (1994, egy epizódban)
- Moving Story (1994, egy epizódban)
- The Bill (1995, egy epizódban)
- Inspector Morse (1996, egy epizódban)
- Kiss Me Kate (1999, egy epizódban)
- Jonathan Creek (1999, egy epizódban)
- Other People's Children (2000, két epizódban)
- Kisvárosi gyilkosságok (Midsomer Murders) (2001, 2009, két epizódban)
- Monarch of the Glen (2001, egy epizódban)
- Murder in Suburbia (2005, egy epizódban)
- Agatha Christie: Poirot (Agatha Christie's Poirot) (2005, egy epizódban)
- Trial & Retribution (2008, egy epizódban)
- Elveszett kincsek kalandorai (Bonekickers) (2008, egy epizódban)
- Doc Martin (2009, egy epizódban)
- The Royal (2011, egy epizódban)
- Little Crackers (2011, egy epizódban)
- New Tricks (2014, egy epizódban)
- Toast of London (2014, egy epizódban)
- Man Down (2015, egy epizódban)
- Muskétások (The Musketeers) (2016, egy epizódban)